# Campeonato Juvenil de la AFC 1970
El Campeonato Juvenil de la AFC 1970 se llevó a cabo del 15 de abril al 2 de mayo en Manila, Filipinas y contó con la participación de 16 selecciones juveniles de Asia.
Birmania venció en la final a Indonesia para ganar el título de la categoría por séptima ocasión.

## Participantes
| - Brunéi - Birmania - Ceylan - Hong Kong - Indonesia - Irán - Israel - Japón | - Laos - Malasia - Filipinas (anfitrión) - Singapur - Vietnam del Sur - Corea del Sur - Taiwán - Tailandia |

## Fase de grupos

### Grupo A
| País          | J | G | E | P | GF | GC | GD  | Pts |
| ------------- | - | - | - | - | -- | -- | --- | --- |
| Hong Kong     | 3 | 3 | 0 | 0 | 9  | 2  | +7  | 6   |
| Corea del Sur | 3 | 2 | 0 | 1 | 5  | 2  | +3  | 4   |
| Tailandia     | 3 | 1 | 0 | 2 | 12 | 4  | +8  | 2   |
| Brunéi        | 3 | 0 | 0 | 3 | 1  | 19 | -18 | 0   |

| 15 abril | Corea del Sur | 2–11 | Tailandia     |
| 16 abril | Brunéi        | 1-6  | Hong Kong     |
| 18 abril | Hong Kong     | 2–1  | Tailandia     |
| 19 abril | Corea del Sur | 3–0  | Brunéi        |
| 23 abril | Tailandia     | 10–0 | Brunéi        |
| 25 abril | Hong Kong     | 1–0  | Corea del Sur |

1- El partido fue abandonado al minuto 47 luego de que el tailandés Sahus Pormswarn se negara a salir del terreno de juego tras ser expulsado.

### Grupo B
| País    | J | G | E | P | GF | GC | GD  | Pts |
| ------- | - | - | - | - | -- | -- | --- | --- |
| Irán    | 3 | 3 | 0 | 0 | 15 | 1  | +14 | 6   |
| Japón   | 3 | 2 | 0 | 1 | 5  | 6  | -1  | 4   |
| Malasia | 3 | 1 | 0 | 2 | 3  | 5  | -2  | 2   |
| Ceylan  | 3 | 0 | 0 | 3 | 1  | 12 | -11 | 0   |

| 17 abril | Ceylan  | 0-8 | Irán    |
|          | Japón   | 2–1 | Malasia |
| 20 abril | Malasia | 2–0 | Ceylan  |
| 21 abril | Irán    | 4–1 | Japón   |
| 24 abril | Irán    | 3–0 | Malasia |
|          | Japón   | 2–1 | Ceylan  |

### Grupo C
| País      | J | G | E | P | GF | GC | GD  | Pts |
| --------- | - | - | - | - | -- | -- | --- | --- |
| Israel    | 3 | 2 | 1 | 0 | 10 | 0  | +10 | 5   |
| Laos      | 3 | 1 | 2 | 0 | 6  | 4  | +2  | 4   |
| Filipinas | 3 | 1 | 1 | 1 | 4  | 5  | -1  | 3   |
| Singapur  | 3 | 0 | 0 | 3 | 2  | 13 | -11 | 0   |

| 15 abril | Filipinas | 2–2 | Laos      |
| 17 abril | Israel    | 7–0 | Singapur  |
| 19 abril | Singapur  | 0-2 | Filipinas |
| 21 abril | Laos      | 0–0 | Israel    |
| 25 abril | Laos      | 4–2 | Singapur  |
| 26 abril | Filipinas | 0–3 | Israel    |

### Grupo D
| País            | J | G | E | P | GF | GC | GD | Pts |
| --------------- | - | - | - | - | -- | -- | -- | --- |
| Indonesia       | 3 | 3 | 0 | 0 | 3  | 0  | +3 | 6   |
| Birmania        | 3 | 2 | 0 | 1 | 9  | 1  | +8 | 4   |
| Vietnam del Sur | 3 | 1 | 0 | 2 | 1  | 7  | -6 | 2   |
| Taiwán          | 3 | 0 | 0 | 3 | 0  | 5  | -5 | 0   |

| 16 abril | Indonesia       | 1–0 | Birmania        |
| 18 abril | Vietnam del Sur | 1–0 | Taiwán          |
| 19 abril | Birmania        | 6–0 | Vietnam del Sur |
| 23 abril | Taiwán          | 0-1 | Indonesia       |
| 26 abril | Indonesia       | 1–0 | Vietnam del Sur |
|          | Birmania        | 3–0 | Taiwán          |

## Fase final

### Cuartos de final
| Equipo 1  | Resultado   | Equipo 2      |
| --------- | ----------- | ------------- |
| Irán      | 0-1         | Corea del Sur |
| Hong Kong | 0-0 (4-5 p) | Japón         |
| Israel    | 0-1         | Birmania      |
| Indonesia | 3-1         | Laos          |

### Semifinales
| Equipo 1      | Resultado | Equipo 2  |
| ------------- | --------- | --------- |
| Corea del Sur | 0-1       | Indonesia |
| Japón         | 0-2       | Birmania  |

### Tercer lugar
| Equipo 1      | Resultado | Equipo 2 |
| ------------- | --------- | -------- |
| Corea del Sur | 5-0       | Japón    |

### Final
| Equipo 1  | Resultado | Equipo 2 |
| --------- | --------- | -------- |
| Indonesia | 0-3       | Birmania |

## Campeón
| Campeonato Juvenil de la AFC 1970 |
| --------------------------------- |
| Bandera de Birmania               |
| Birmania 7º Título                |